# (148209) 2000 CR105
2000 سي أر 105 (ويعرف أيضًا باسم (148209) 2000 سي أر 105 وفق تسمية الكوكب الصغير) (بالإنجليزية: 2000 CR105)‏ هو كويكب ضمن حزام الكويكبات؛ وترتيبه 148209 من حيث الاكتشاف.
اكتُشف هذا الجُرم الفلكي بواسطة مارك ويليام بوي في 6 فبراير 2000.

## وصلات خارجية
- (148209) 2000 CR105 في قاعدة بيانات مختبر الدفع النفاث لأجرام النظام الشمسي الصغيرة

- الاكتشاف · مخطط المدار ·  العناصر المدارية · المعلمات المادية

- (148209) 2000 CR105 على موقع ويكي سكاي: DSS2, SDSS, GALEX, IRAS, Hydrogen α, X-Ray, Astrophoto, Sky Map, Articles and images